# Вечір (Мікеланджело)

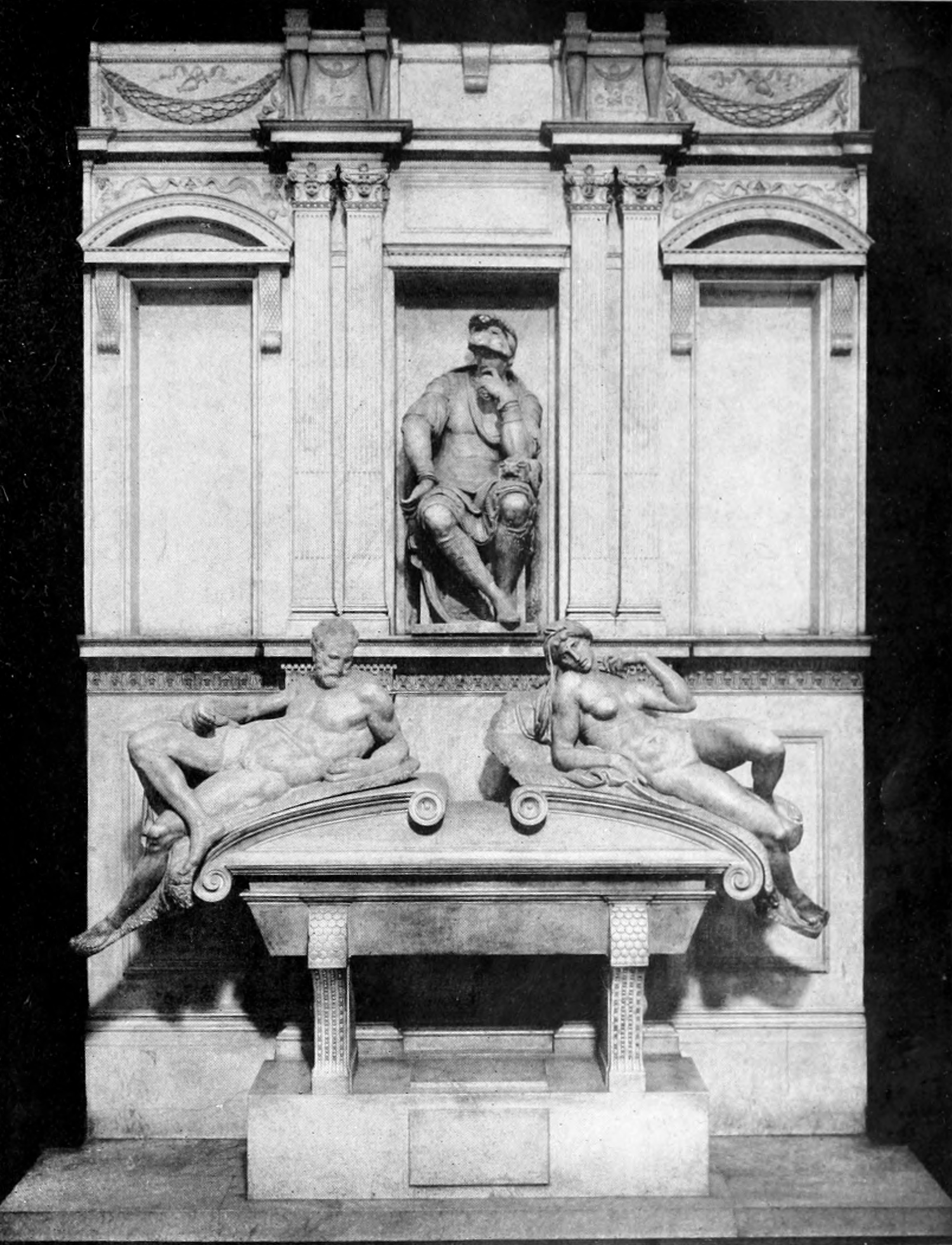
Нова сакристія церкви Сан Лоренцо. Надгробок Лоренцо II Медичі

«Ве́чір» (італ. Crepuscolo; також — «Су́тінок») — мармурова статуя, що зображує алегорію Вечора (чи Сутінку), створена італійським скульптором і художником Мікеланджело Буонарроті протягом 1524 — 1534 рр. Статуя входить до композиції надгробку Лоренцо II Медичі у капелі Медичі.

## Історія створення
Нова сакристія (ризниця) була задумана як меморіальна капела Джуліано Медичі, брата Папи Римського Лева, і Лоренцо, його племінника, які померли молодими. Це був задум Лева X, але замовником став папа Климент VII, інший член сім'ї Медичі, який активно підтримував цей проект.
Мікеланджело працював над статуєю протягом 1524 — 1534 рр. За Ерпелем, статуя була майже готовою у березні 1526 року, а остаточно статуя була дороблена 1534 року, коли Мікеланджело поїхав до Рима, не встановивши скульптур і не завершивши гробниці[а].

### Попередня модель
Існувала теракотова модель для статуї, описана у каталозі Крістофа Ґотліба Мурра (1797)[б]. Однак, про неї нічого невідомо з 1802 року, коли колекцію було розпродано.

## Опис
«Вечір» — літній чоловік, атлетичної будови тіла. Його обличчя ледь намічене, як і у «Дня», що контрастує із полірованою поверхнею тіла. Він засинає, його ліва рука уже ледь підтримує тіло, голова схиляється на груди, а права нога, недбало закинута, через кілька митей випрямиться, і «Вечір» ляже рівно і горизонтально. За Віктором Лазарєвим, «наче намагаючись підкреслити, що настають сутінки, коли всі предмети здаються затягнутими паволокою, Мікеланджело свідомо залишив незавершеними обличчя, руки і ноги».
Як писав Лібман, «„Вечір“ — заглиблений у смутні розмисли». Айнем сказав, що «здається, що усі сили полишили кволе тіло (…) „Вечора“. Голова — незавершена, але гнітюча атмосфера похилого віку та ностальгії передані непомильно».

## Образ у мистецтві
У біографічному романі Ірвінґа Стоуна «Муки і радості» (1961) про скульптуру написано, що: «(…) Обличчя „Вечора“ — було портретом його власного, із запалими очима, кістлявим носом, бородатого лиця».
У японському аніме-серіалі «Ерґо Проксі» (2006) усі чотири статуї-алегорії виступають радниками правителя міста Ромдо (Рим?). Скульптура «Вечір» — персоніфікація Джорджа Берклі, впливового ірландського філософа, який відомий своїми роботами про суб'єктивний ідеалізм, підсумований в його книзі «Бути це відчувати» (лат. «Esse est percipi»).

## Виноски
1. ↑  Эрпель, 1990, с. 14.
2. ↑  LeBrooy, 1972, с. 86.
3. ↑  Wallace, 2010, с. 33.
4. ↑  Микеланджело. Поэзия. Письма, 1983, с. 21.
5. ↑  Либман, 1964, с. 22.
6. ↑  Einem, 1973, с. 100.
7. ↑  Irving Stone. The Agony and the Ecstasy (англ.) . www.scribd.com. с. 698. Архів оригіналу за 7 серпня 2012. Процитовано 22 липня 2012. (…) Dusk was a portrait of his own sunken-eyed, bony-nosed, bearded face (…)
8. ↑  Стоун, 1991, с. 668 —669.
9. ↑  Візуальні цитати. ERGO PROXY SUM (рос.) . Архів оригіналу за 23 липня 2013. Процитовано 22 липня 2012.
10. ↑  Наталя Куликова (25 січня 2003). Медичі — символ епохи Відродження. Архів оригіналу за 23 липня 2013. Процитовано 22 липня 2012.